# Koriełowo
Koriełowo (ros. Корелово) – wieś (ros. село, trb. sieło) w zachodniej Rosji, w sielsowiecie brieżniewskim rejonu kurskiego w obwodzie kurskim.

## Geografia
Miejscowość położona jest w dorzeczu rzeki Bolszaja Kurica (prawy dopływ Sejmu), 14,5 km od centrum administracyjnego sielsowietu (Wierchniekasinowo), 28 km na północny zachód od Kurska, 12 km od drogi magistralnej (federalnego znaczenia) M2 «Krym» (część trasy europejskiej E105).
We wsi znajduje się 12 posesji.
Klimat
Miejscowość, jak i cały rejon, znajduje się w strefie klimatu kontynentalnego z łagodnym ciepłym latem i równomiernie rozłożonymi opadami rocznymi (Dfb w klasyfikacji klimatów Köppena).

## Demografia
W 2010 r. wieś zamieszkiwało 6 osób.